# Dies natalis
Dies natalis (llatí per dia de naixement) és una expressió de la litúrgia catòlica per a designar el dia de la mort d'un màrtir. L'església catòlica utilitza aquest terme per a expressar que un màrtir neix a la vida eterna el dia de la seva mort. És per això que els catòlics celebren sant Esteve, el primer màrtir de la història, l'endemà de nadal, segons la llegenda el dia de naixement de Jesús de Natzaret, però de fet una antiga festa solsticial, per a mostrar que tots els fidels poden renéixer sants.
El mot prové de la celebració romana del Dies natalis solis invicti (trad.: dia de naixement del sol invencible) per a celebrar el solstici d'hivern. Més tard, el mot també va utilitzar-se per a designar la data de creació d'una universitat o d'una organització estudiantil.